# Cantanhede (Portugal)
Cantanhede is een plaats en gemeente in het Portugese district Coimbra.
De gemeente heeft een totale oppervlakte van 391 km² en telde 37.910 inwoners in 2001.

## Plaatsen in de gemeente
- Ançã
- Bolho
- Cadima
- Camarneira
- Cantanhede
- Cordinhã
- Corticeiro de Cima
- Covões
- Febres
- Murtede
- Ourentã
- Outil
- Pocariça
- Portunhos
- Sanguinheira
- São Caetano
- Sepins
- Tocha
- Vilamar